# Erik (servis)
Erik är en glasservis i form av en barserie, tillverkad av Orrefors och formgiven av Olle Alberius 1974.
Serien tillverkades fram till början av 2000-talet fortfarande med de flesta ingående delar. Mot slutet av samma årtionde marknadsfördes ett mindre antal delar. 2014 var det sista året som serien presenteras i aktuell produktkatalog, då endast med Old fashioned-glaset och Highball-glaset.

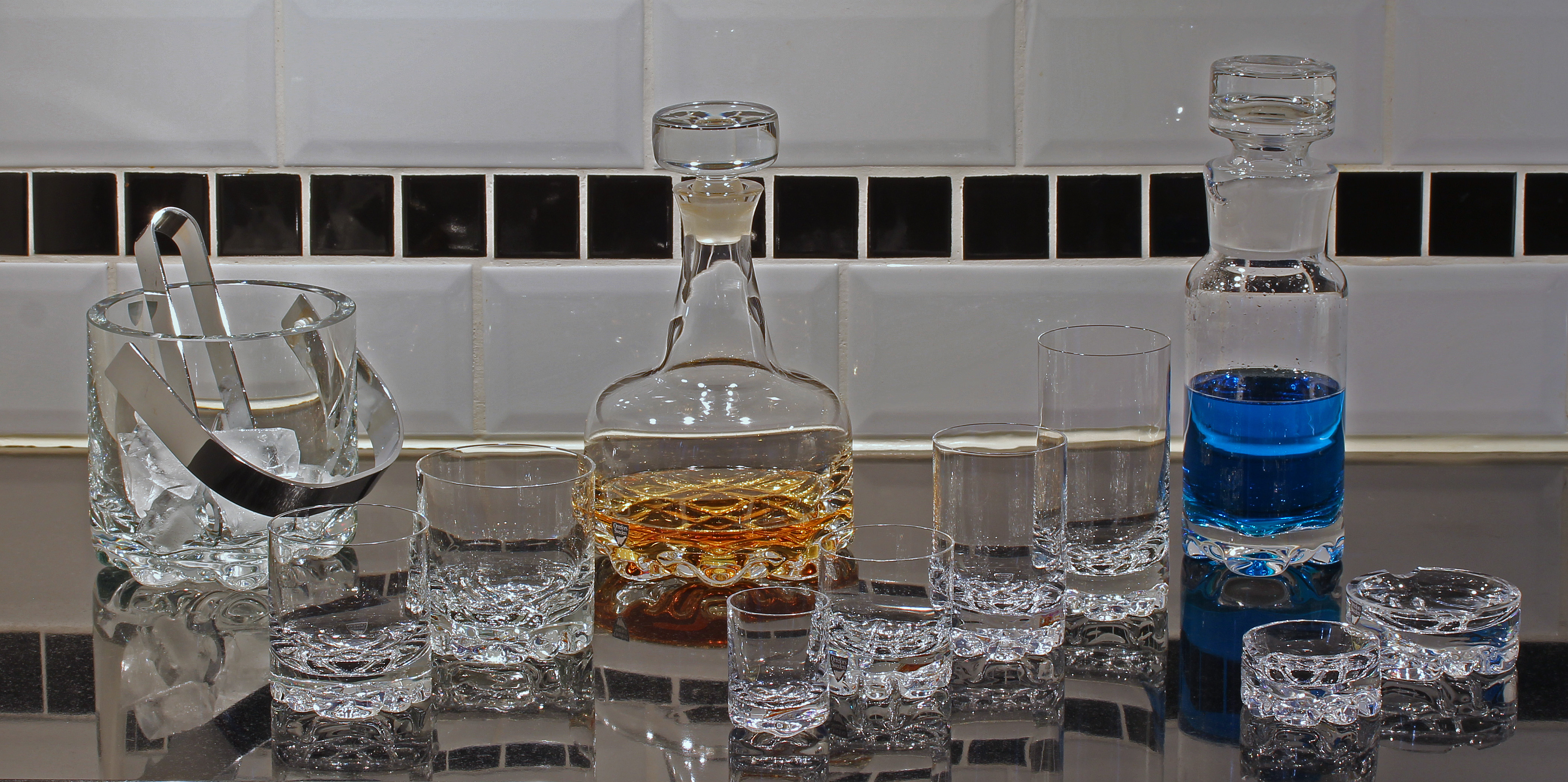
Orrefors Erik barserie. På bilden ses, från vänster, artikel 97, 40, 41, 83, 31, 38, 34, 36, 92, 11, 12.

Här följer några exempel på seriens olika delar. Artikelnumren skrivs ibland utan den första sexan och ibland med de inledande siffrorna ihopskrivna med de två sista siffrorna.
| Artikelnummer | Artikel, benämning                    | Volym, cl | Höjd, mm | Bredd, mm |
| ------------- | ------------------------------------- | --------- | -------- | --------- |
| 62424 / 11    | Askfat                                | -         | 28       | 65        |
| 62424 / 12    | Askfat                                | -         | 35       | 85        |
| 62424 / 13    | Askfat                                | -         | 47       | 140       |
| 62424 / 31    | Snaps / Shot                          | 4         | 60       | 48        |
| 62424 / 34    | Tumbler / Vatten / Selter             | 23        | 105      | 65        |
| 62424 / 36    | Tumbler / Grogg / Highball            | 33        | 135      | 65        |
| 62424 / 38    | Cocktail                              | 12        | 70       | 65        |
| 62424 / 40    | Old fashioned / Rocks / Whisky        | 25        | 85       | 75        |
| 62424 / 41    | Double old fashioned / Rocks / Whisky | 34        | 90       | 85        |
| 62424 / 83    | Karaff / Decanter                     | 80        | 235      | 135       |
| 62424 / 90    | Kanna / Ice lip pitcher               | -         | 230      | 100       |
| 62424 / 92    | Cocktailblandare / Shaker             | -         | 260      | 80        |
| 62424 / 97    | Ishink                                | -         | 135      | 140       |